# براي وايت
ويندهام لورانس روتوندا  والذي كان يصارع في الحلبة باسم براي وايت (بالإنجليزية: Bray Wyatt)‏ هو مصارع محترف أمريكي كان يعمل في الدبليو دبليو أي وكان قائد فريق عائلة وايت وهم لوك هاربر وإيريك رون وبرون سترومان ولكن أصبح بمفرده بعد انفصال المجموعة حيث أصبح يمثلها بشخصية «الشيطان براي وايت».
فاز وايت بحزام اليونيفيرسال وبقي محتفظا به إلى أن خسره لصالح رومان رينز، كما فاز سابقا بحزام دبليو دبليو إي في مباراة غرفة الإقصاء (بالإنجليزية: Elimination Chamber)‏ بعد تثبيته للبطل السابق إيه جيه ستايلز.
توفي وايت في 24 أغسطس 2023 عن عمر ناهز السادسة والثلاثين، وأَعلن عن وفاته المصارع السابق والرئيس التنفيذي لدبليو دبليو إي تربل إتش عبر منصة تويتر، دون الإفصاح عن سبب الوفاة. إلا أن صحيفة "ماركا" الإسبانية، ذكرت أن براي وايت أصيب بنوبة قلبية نتيجة مشاكل قلبية أخرى ناجمة عن مضاعفات إصابته بفيروس كورونا.

## روابط خارجية
- براي وايت على موقع IMDb (الإنجليزية)
- براي وايت على موقع قاعدة بيانات الفيلم (الإنجليزية)
- براي وايت على موقع دبليو دبليو إي (الإنجليزية)
- براي وايت على موقع WrestlingData.com (الإنجليزية)
- براي وايت على موقع CageMatch worker (الإنجليزية)
- براي وايت على موقع قاعدة بيانات المصارعة على الإنترنت (الإنجليزية)
- براي وايت على موقع عالم المصارعة على الإنترنت (الإنجليزية)